# Анделнан
Анделнан (фр. Andelnans) је насељено место у Француској у региону Франш-Конте, у департману Територија Белфор.
По подацима из 2011. године у општини је живело 1254 становника, а густина насељености је износила 300,72 становника/km².

## Демографија
| 1962. | 1968. | 1975. | 1982. | 1990. | 2011. |
| ----- | ----- | ----- | ----- | ----- | ----- |
| 408   | 745   | 660   | 1.485 | 1.324 | 1.254 |